# Andrew Lees (Historiker)
Andrew Lees (* 15. November 1940) ist ein US-amerikanischer Historiker.
Er studierte am Amherst College (1958–1961, 1962–1963 B.A.) und an der Harvard University (1963–1968: M.A. 1964; Ph.D. 1969: The German intellectuals in the aftermath of revolution, 1849–1859). Er lehrte an der Rutgers University (Assistant Professor 1974–1976, Associate Professor 1976–1985, Professor of History 1985–2002, Distinguished Professor of History 2002–2016). 
Lees zählt zu den profiliertesten Experten der deutschen und der vergleichenden europäischamerikanischen Ideen- bzw. Geistesgeschichte vor allem auf das Urbanisierungsgeschehen vom 19. bis zum 20. Jahrhundert. Mit Cities Perceived. Urban Society in European and American Thought, 1820–1940 legte er 1985 eine in der Fachwelt vielbeachtete Studie vor. Im Jahr 2002 erschien von ihm ein Band zu der deutschen Sozialreform in den Städten.

## Schriften (Auswahl)
- Revolution and reflection. Intellectual change in Germany during the 1850's. Den Haag 1974, ISBN 90-247-1638-1.
- Cities perceived. Urban society in European and American thought, 1820–1940. Manchester 1985, ISBN 0-7190-1725-4.
- Cities, sin, and social reform in imperial Germany. Ann Arbor 2002, ISBN 0-472-11258-9. Rezension Rezension
- The city. A world history. Oxford 2015, ISBN 978-0-19-985952-8. Rezension